# Mohamed Saleck Ould Heyine
Mohamed Saleck Ould Heyine (en arabe : محمد السالك ولد هيين), né le 4 octobre 1945 à Akjoujt, ville minière de la Wilaya de l’Inchiri, est un Ingénieur des mines mauritanien. 
Mohamed Saleck Ould Heyine commence ses études primaires à Akjoujt dans sa ville natale. Il termine ses études secondaires major de sa promotion à Nouakchott.
En 1980, après de longues années d’études à l’étranger, il retourne en Mauritanie pour travailler à la Société nationale mauritanienne industrielle et minière (SNIM) en tant qu’ingénieur. 
Il évolue de poste en poste jusqu'au poste de Directeur général puis d'Administrateur Directeur Général, fonction qu'il occupe de 1985 à 2005.
En 2007, Il est nommé Directeur général de la Société mauritanienne d'électricité (SOMELEC).
Candidat à la présidentielle de 2009, il se retire pour soutenir Ahmed Ould Daddah.